# ديديدو
ديديدو هي القرية الأكثر اكتظاظاً بالسكان في إقليم غوام التابع للولايات المتحدة. وفقاً لمكتب الإحصاء الأمريكي، كان عدد سكان ديديدو أقل بقليل من 45,000 في عام 2010. تقع القرية على الهضبة المرجانية لغوام الشمالية.

## المناخ
يظهر الجدول التالي التغييرات المناخية على مدار السنة لديديدو:
| البيانات المناخية لـديديدو        | البيانات المناخية لـديديدو | البيانات المناخية لـديديدو | البيانات المناخية لـديديدو | البيانات المناخية لـديديدو | البيانات المناخية لـديديدو | البيانات المناخية لـديديدو | البيانات المناخية لـديديدو | البيانات المناخية لـديديدو | البيانات المناخية لـديديدو | البيانات المناخية لـديديدو | البيانات المناخية لـديديدو | البيانات المناخية لـديديدو | البيانات المناخية لـديديدو |
| الشهر                             | يناير                      | فبراير                     | مارس                       | أبريل                      | مايو                       | يونيو                      | يوليو                      | أغسطس                      | سبتمبر                     | أكتوبر                     | نوفمبر                     | ديسمبر                     | المعدل السنوي              |
| --------------------------------- | -------------------------- | -------------------------- | -------------------------- | -------------------------- | -------------------------- | -------------------------- | -------------------------- | -------------------------- | -------------------------- | -------------------------- | -------------------------- | -------------------------- | -------------------------- |
| متوسط درجة الحرارة الكبرى °ف (°م) | 82 (28)                    | 82 (28)                    | 84 (29)                    | 86 (30)                    | 86 (30)                    | 86 (30)                    | 86 (30)                    | 86 (30)                    | 86 (30)                    | 86 (30)                    | 84 (29)                    | 84 (29)                    | 85 (29)                    |
| متوسط درجة الحرارة الصغرى °ف (°م) | 69 (21)                    | 69 (21)                    | 71 (22)                    | 71 (22)                    | 73 (23)                    | 71 (22)                    | 71 (22)                    | 71 (22)                    | 71 (22)                    | 71 (22)                    | 73 (23)                    | 71 (22)                    | 71 (22)                    |
| الهطول إنش (مم)                   | 5.7 (140)                  | 4.8 (120)                  | 3.8 (97)                   | 4.0 (100)                  | 5.2 (130)                  | 6.4 (160)                  | 11.1 (280)                 | 15.3 (390)                 | 14.3 (360)                 | 13.0 (330)                 | 9.4 (240)                  | 6.5 (170)                  | 99.6 (2٬530)               |
| المصدر: Weatherbase               |                            |                            |                            |                            |                            |                            |                            |                            |                            |                            |                            |                            |                            |

## أعلام
- جو دوارتي